# Norbert Burgmüller
Norbert Burgmüller (Düsseldorf, 8 de febrer de 1810 – Aquisgrà, 7 de maig de 1836) fou un compositor alemany. Tant el seu pare Auguste com el seu germà Johann Friedrich Franz, també foren músics compositors.
Estudià amb Spohr i Hauptmann, i des de llurs primeres obres es mostrà com un artista d'alta volada, tant en la concepció com a la part tècnica. Robert Schumann l'elogià calorosament en la seva obra Gesammelte Schriften.